# Eberhard Griepentrog
Eberhard Griepentrog (* 1933 in Schmiedeberg im Riesengebirge, Provinz Niederschlesien; † 5. Juni 2023) war ein deutscher Mathematiker und Hochschullehrer.

## Leben
Griepentrog studierte von 1952 bis 1957 Mathematik an der Humboldt-Universität zu Berlin. Nach seinem Studium arbeitete er von 1957 bis 1966 als wissenschaftlicher Leiter des Rechenzentrums des VEB Atomkraftwerk.
1966 kehrte er als wissenschaftlicher Mitarbeiter an die Humboldt-Universität Berlin zurück. Dort promovierte er 1969 mit einer Dissertation über Padé-Verfahren zur numerischen Integration von linearen Differentialgleichungssystemen mit konstanten Koeffizienten.
Seit 1972 arbeitete Griepentrog als Dozent an der Berliner Humboldt-Universität. 1974 habilitierte er sich ebenda mit einer Arbeit zum Thema Mehrschrittverfahren zur numerischen Integration von gewöhnlichen Differentialgleichungssystemen und asymptotische Exaktheit Digitale Simulation des Übergangsverhaltens nichtlinearer elektrischer Netzwerke bei Gunter Schwarze.
1976 wurde Griepentrog zum ordentlichen Professor an die Ernst-Moritz-Arndt-Universität Greifswald berufen.
Von 1980 bis 1986 war er dort Direktor der Sektion Mathematik.
Für die Zeit nach 1986 gibt es keine gesicherten biographischen Informationen zu Griepentrogs weiterer Laufbahn. Laut dem Adressverzeichnis eines Tagungsberichts soll er 1995 an der Hochschule für Technik und Wirtschaft Berlin beschäftigt gewesen sein.
Griepentrogs Hauptthema war die numerische Lösung von Differentialgleichungen.
Er war mit der Volkskundlerin Gisela Griepentrog (1935–2021) verheiratet.

## Veröffentlichungen
- Numerische Verfahren der Programmiertechnik (zusammen mit Paulin Gerhard), Berlin, Verlag Technik, 1975
- Zur numerischen Integration steifer impliziter Differentialgleichungssysteme, Zbl 0519.65044, Akademie der Wissenschaften der DDR, Inst. Math. R-MATH-01/83, 12-23, 1983
- Differential algebraic equations and their numerical treatment (zusammen mit Roswitha März), Teubner Verlag, 1986, ISBN 3-322-00343-4.